# Багачівка (Первомайський район)
Бага́чівка — село в Україні, у Кривоозерській селищній громаді Первомайського району Миколаївської області. Населення становить 845 осіб.

## Освіта, культура та економіка
У селі діють: школа I-III ступенів, дитячий садок, три магазини, два будинки культури, православна та баптистська церква (ЕХБ), тренажерний зал.
Також на території села діють дві агрофірми: Агрофірма Корнацьких (засновник Корнацький А.О.), та ПСП ім. Горького (Бабур Л.В).